# Johan Adolf Pengelstraat
De Johan Adolf Pengelstraat, tot 2006 de Wanicastraat genaamd, is een straat in de Surinaamse hoofdstad Paramaribo. De straat is vernoemd naar de NPS-partijvoorzitter en premier Johan Adolf Pengel. 
Met een lengte van 2,6 kilometer begint de rechte Johan Adolf Pengelstraat op het punt waar de Henck Arronstraat overgaat in de Kwattaweg en eindigt in zuidwestelijke richting, op het punt waar de Willem Campagnestraat overgaat in de Jagernath Lachmonstraat. Begin 18e eeuw vormde de straat de grens tussen de stad en het land.
Langs de weg bevindt zich een fietspad.

## Bouwwerken
Langs de straat bevinden zich onder meer het openbare zwembad Parima, de kerk van de  Gemeente Wanica der EBGS, de begraafplaats Oud Lina's Rust, de Chinese sporthal en Chinese school, het Partijcentrum Grun Dyari (NPS), de Kennedy School, de Regionale Gezondheidsdienst (RGD), de hindoetempel Arya Diwaker, de Kirpalani Super Store, de SWM-watertoren en het SWM Aqua Dienstencentrum.

## Gedenktekens
Hieronder volgt een overzicht van de gedenktekens in de straat:
| Onderwerp                | Type       | Kunstenaar   | Onthulling | Locatie                                      | Omschrijving           |
| ------------------------ | ---------- | ------------ | ---------- | -------------------------------------------- | ---------------------- |
| Monument 10 oktober 1760 | beeld      | Marcel Pinas | 2006       | Plein van 10 oktober 1760                    | Vredesverdrag van 1760 |
| Wojo Oema                | standbeeld | Jozef Klas   | onbekend   | oksel met Koningstraat en William kraakplein | marktvrouw             |